# Nemachilichthys
Genre
Nemachilichthys est un genre de poissons téléostéens de la famille des Nemacheilidae et de l'ordre des Cypriniformes. Le genre Nemachilichthys est mono-typique, c'est-à-dire qu'il n'est composé que d'une seule espèce, Nemachilichthys ruppelli.
Cette espèce de « loche franche » se rencontre dans des rivières en Inde. L’espèce Nemachilichthys shimogensis, qui est souvent reconnu comme une espèce valide au genre - de la rivière Thunga dans le Karnataka - mais qui possède une comparaison appropriée faisant défaut, a entrainé M. Kottelat dans son examen de la famille à la traiter comme synonymes

## Liste des espèces
Selon Kottelat, M. (2012):
- Nemachilichthys ruppelli (Sykes, 1839)[1]

### Note
Selon FishBase (19 juillet 2015):
- Nemachilichthys shimogensis Narayan Rao, 1920 - Selon M. Kottelat (2012), synonyme de Nemachilichthys ruppelli[1]